# Lista över Ramsarområden i Sverige
Detta är en lista över de svenska våtmarker som har blivit upptagna på Ramsar-listan:

## 5 december 1974
- 3SE001 Falsterbo - Foteviken
- 3SE002 Klingavälsån - Krankesjön
- 3SE003 Helge å
- 3SE004 Ottenby
- 3SE005 Ölands östra kust
- 3SE006 Getterön
- 3SE007 Store Mosse och Kävsjön
- 3SE008 Gotlands östra kust
- 3SE009 Hornborgasjön
- 3SE010 Tåkern
- 3SE011 Kvismaren
- 3SE012 Hjälstaviken
- 3SE013 Ånnsjön
- 3SE014 Gammelstadsviken, Norrbotten
- 3SE015 Persöfjärden
- 3SE016 Tärnasjön
- 3SE017 Tjålmejaure - Laisdalen
- 3SE018 Laidaure
- 3SE019 Sjaunja
- 3SE020 Tavvavuoma

## 12 juni 1989
- 3SE021 Åsnen
- 3SE022 Träslövsläge - Morups Tånge
- 3SE023 Stigfjorden
- 3SE024 Dättern
- 3SE025 Östen
- 3SE026 Kilsviken
- 3SE027 Stockholms yttre skärgård
- 3SE028 Svartån i Västmanland
- 3SE029 Hovran med omnejd
- 3SE030 Ume älvs delta

## 19 november 2001
- 3SE031 Aloppkölen - Köpmankölen
- 3SE032 Asköviken - Sörfjärden
- 3SE033 Blekinge skärgård
- 3SE034 Dalälven - Färnebofjärden
- 3SE035 Dumme mosse
- 3SE036 Emån
- 3SE037 Fylleån
- 3SE038 Kallgate - Hejnum
- 3SE039 Komosse
- 3SE040 Lundåkrabukten
- 3SE041 Mörrumsån - Pukavik
- 3SE042 Mossaträsk-Stormyran
- 3SE043 Nordre älvs estuarium
- 3SE044 Oldflån - Flån
- 3SE045 Skälderviken
- 3SE046 Södra Bråviken
- 3SE047 Storkölen
- 3SE048 Sulsjön - Sulån
- 3SE049 Tönnersjöheden - Årshultsmyren
- 3SE050 Tysjöarnas naturreservat
- 3SE051 Västra Roxen

## 31 januari 2013
- Ramsar Site no. 2167  Blaikfjället
- Ramsar Site no. 2168  Getapulien - Grönbo
- Ramsar Site no. 2169  Gullhög - Tönningfloarna
- Ramsar Site no. 2170  Gustavsmurarna - Tröskens rikkärr
- Ramsar Site no. 2171  Koppången
- Ramsar Site no. 2172  Mannavuoma
- Ramsar Site no. 2173  Mellanljusnan
- Ramsar Site no. 2174 Mellerstön
- Ramsar Site no. 2175 Nittälven
- Ramsar Site no. 2176 Päivävuoma
- Ramsar Site no. 2177  Pirttimysvuoma
- Ramsar Site no. 2178  Rappomyran
- Ramsar Site no. 2179  Vasikkavuoma
- Ramsar Site no. 2180  Vattenån
- Ramsar Site no. 2181  Vindelälven